# Ramon Anglada i Pujals
Ramon Anglada i Pujals (Vic, 1829 – Vic, 1899) Continuà l'ofici d'estamper heretat del seu pare Llucià a l'obrador de la Plaça Major i traslladà els tallers al carrer de la Ramada, millorant les seves instal·lacions. Posseí la primera màquina cilíndrica que funcionà a Vic. Publicà la majoria dels periòdics que s'editaren a Vic al segle xix.